# Stefano Franscini

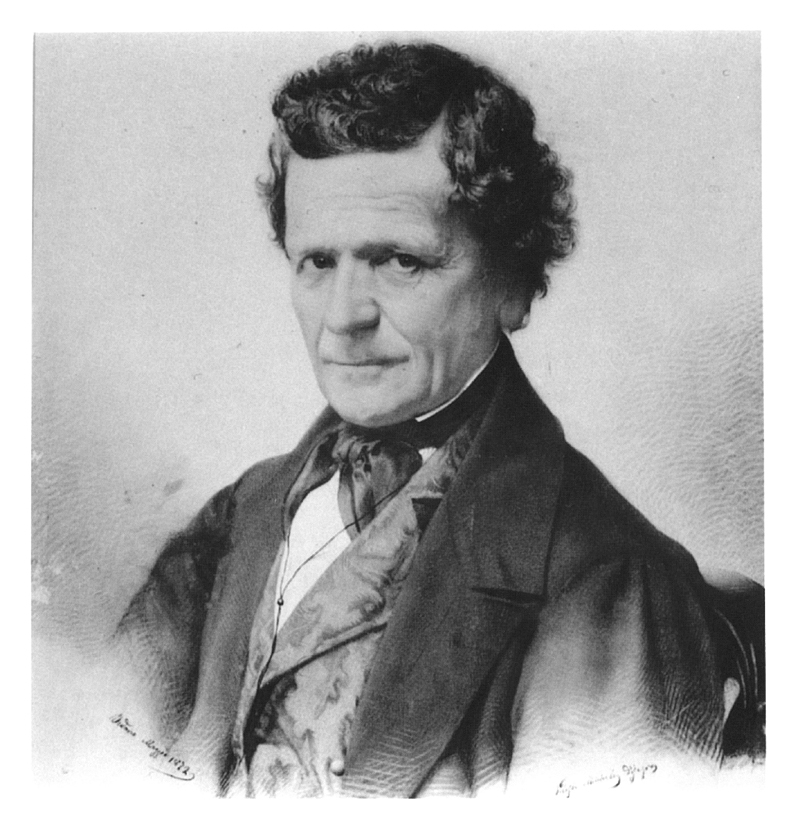
Stefano Franscini

Stefano Franscini, född 23 oktober 1796 i Bodio, kantonen Ticino, död 19 juli 1857 i Bern, var en schweizisk statistiker och politiker.
Franscini blev 1826 rektor för en skola i Lugano. Såsom redaktör av tidningen "Osservatore de Carefio" verkade han 1829-30 ivrigt för en författningsreform i Ticino. Efter att en ny konstitution införts i kantonen i juli 1830 valdes han till ledamot av Stora rådet och kort därefter till statssekreterare. Sedermera tillhörde han nästan oavbrutet den högsta statsförvaltningen i kantonen och verkade där för undervisningsväsendets höjande samt handelns och industrins främjande. Sedan 1848 års schweiziska förbundsförfattning blivit antagen, valdes han till ledamot av förbundsrådet och fick ledningen av inrikesärendena. Han var upphovsman till Polytechnikum i Zürich och kan anses som den egentlige skaparen av den schweiziska statistiken.